# Schönberg (Kreis Sibiu)
Schönberg (rumänisch Dealu Frumos, seltener auch Dealul Frumos, früher Șulumberg, ungarisch Lesses) ist ein Dorf in Siebenbürgen (Rumänien). Es gehört administrativ zur Gemeinde Merghindeal (Mergeln).

## Geographische Lage

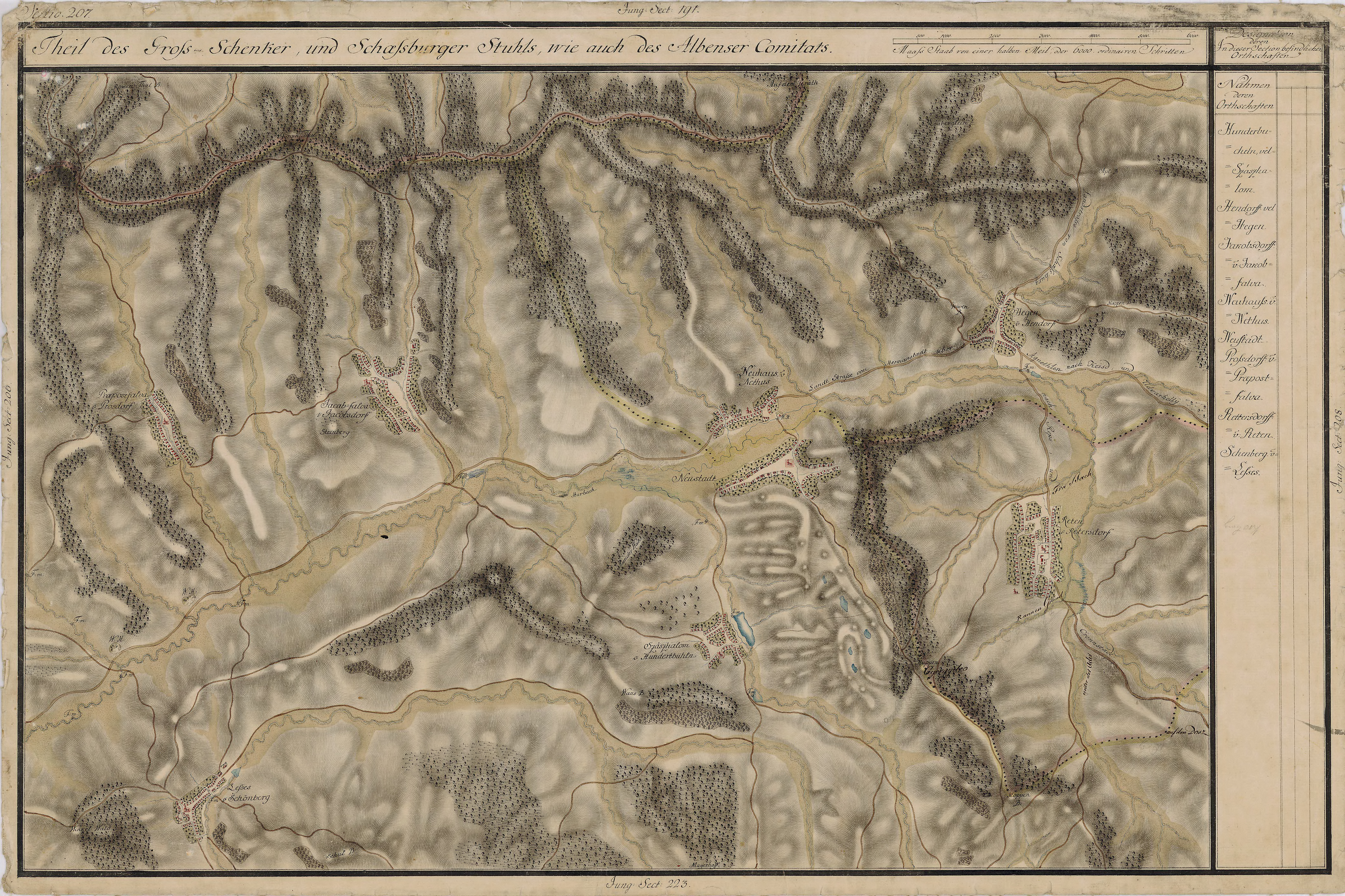
Schönberg, in der Josephinischen Landaufnahme von 1769 bis 1773.

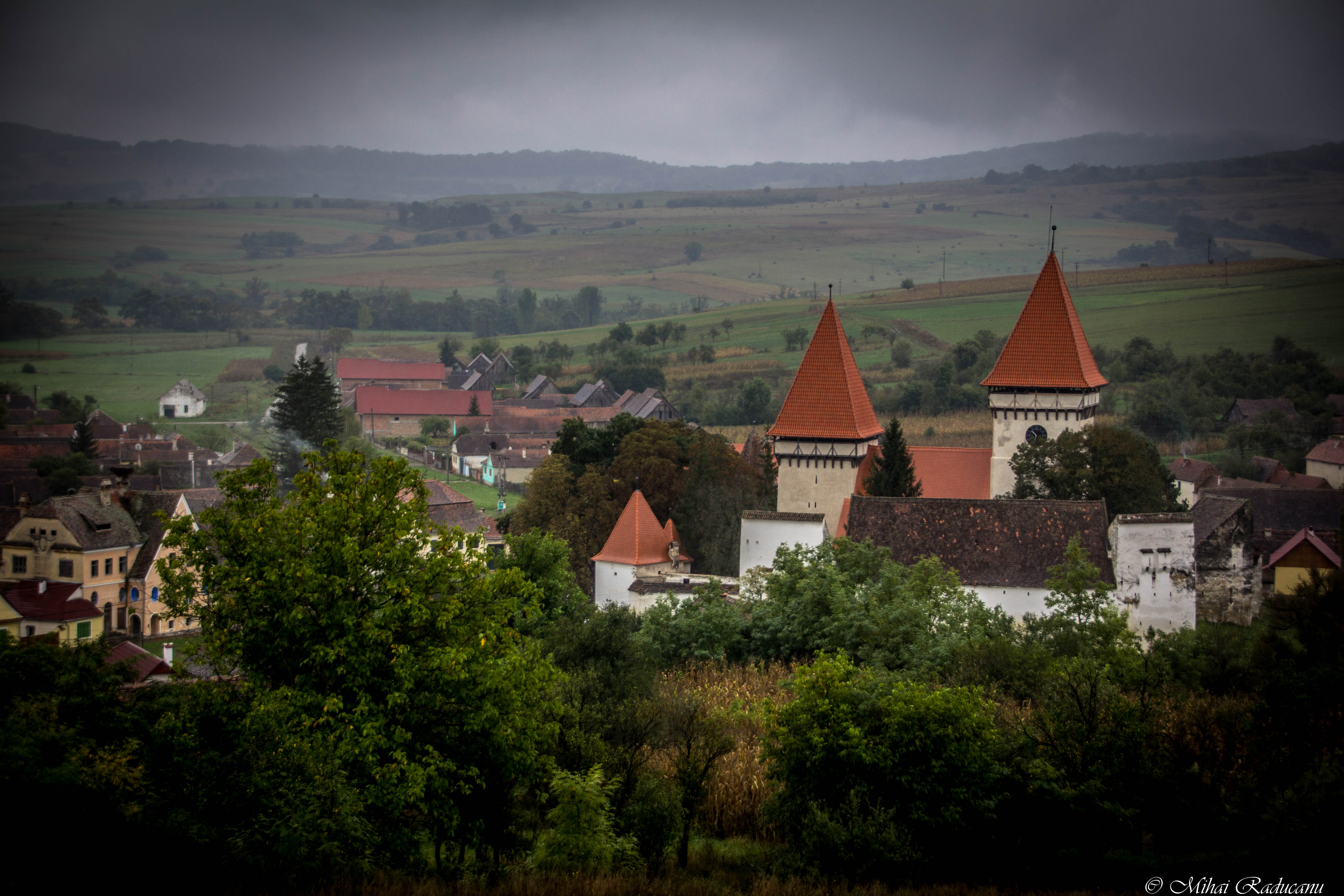
Blick auf Schönberg

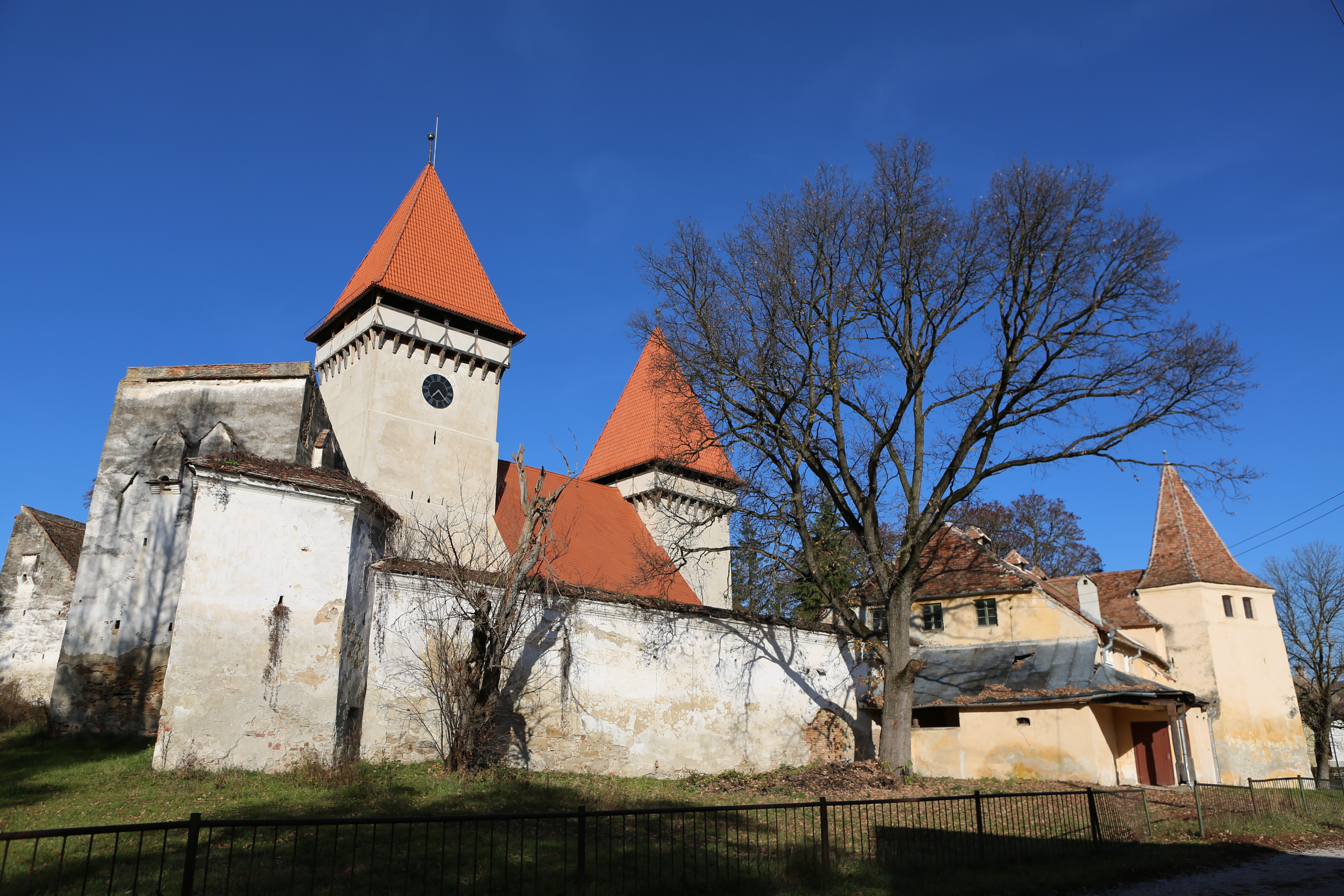
Die Kirchenburg von Schönberg

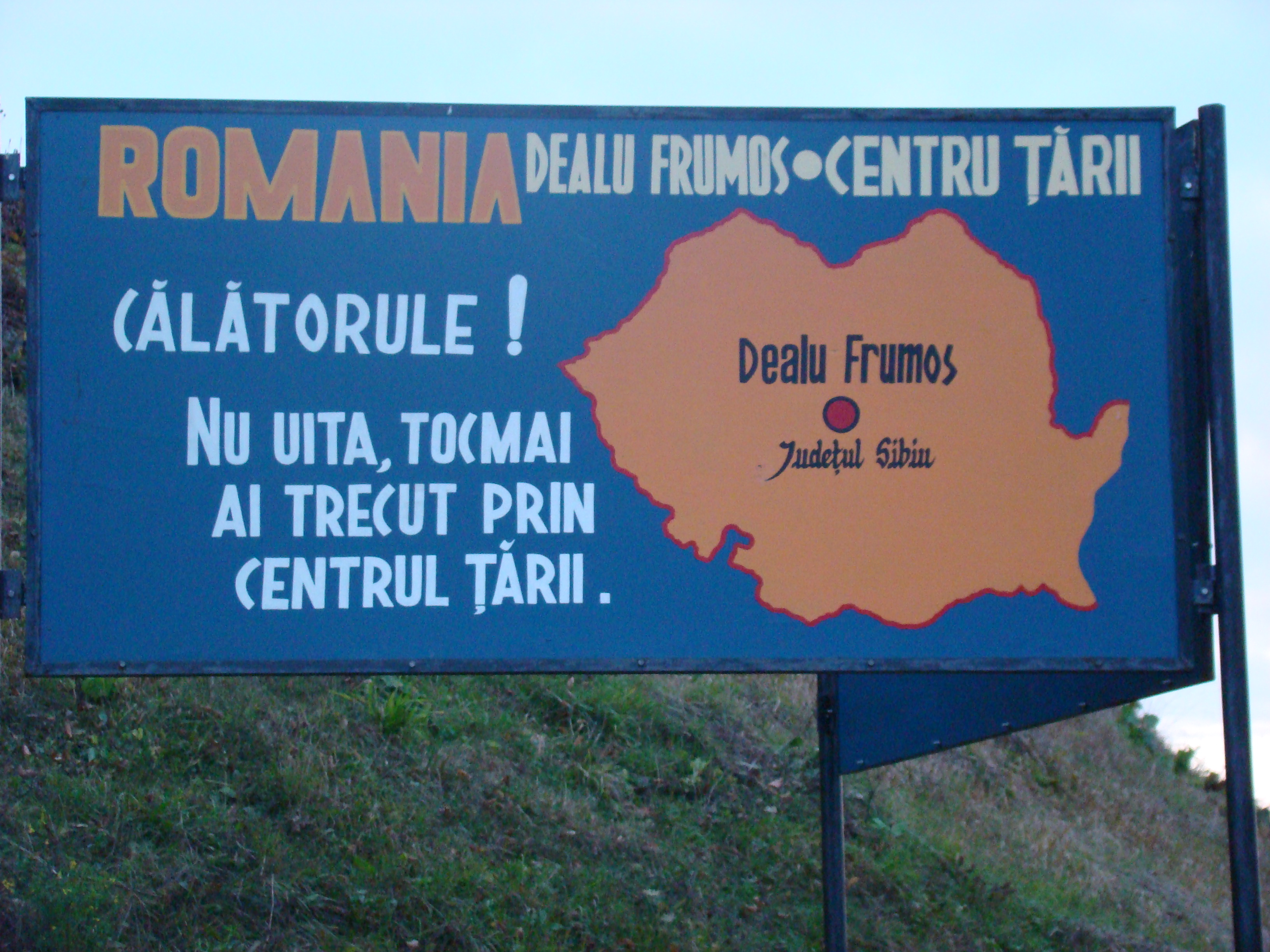
Geographischer Mittelpunkt Rumäniens

Das Dorf Schönberg liegt im historischen Altland, an der Kreisstraße (drum județean) DJ 105 knapp sechzig Kilometer nordöstlich der Kreishauptstadt Sibiu (Hermannstadt), nahe Agnita (Agnetheln), im Nordosten des Kreises Sibiu. Nahe der Ortseinfahrt aus Richtung Agnita befindet sich der geografische Mittelpunkt Rumäniens (in den Grenzen seit 1945).

## Geschichte

### Gründung
Schönberg wurde bereits Mitte des 12. Jahrhunderts von Siebenbürger Sachsen gegründet. Um etwa 1300 wurde der Ort als Pulchromonte erstmals urkundlich erwähnt.

### Neuere Geschichte
Ende des 19. Jahrhunderts war die Hälfte der Bevölkerung Siebenbürger Sachsen. Erst in den 1930er Jahren – knapp zwanzig Jahre nach dem Anschluss an Großrumänien – wurde eine staatliche rumänische Schule in Schönberg eröffnet.
Schon während der Zeit des Sozialismus, besonders aber nach der politischen Wende von 1989 in Rumänien wanderte der Großteil der deutschsprachigen Bevölkerung nach Deutschland aus.

### Gegenwart
In jüngerer Zeit nutzen die Studenten der Bukarester Universität für Architektur und Stadtplanung Ion Mincu die Schönberger Kirchenburg für Bildungszwecke (Spezialgebiet: Restaurierung mittelalterlicher Architektur).

## Kultur
Im Jahr 2006 nutzten die Veranstalter des Internationalen Hermannstädter Theaterfestivals („FITS“) die Kirchenburg von Schönberg erstmals als Kulisse: Am 1. Juli traten Künstler aus Frankreich und Rumänien in dem Dorf auf.

## Sehenswürdigkeiten
- Die Kirchenburg im 13. Jahrhundert errichtet, im 18. erneuert und das Pfarrhaus im 16. Jahrhundert errichtet und im 20. erweitert, stehen unter Denkmalschutz.[3]
- Das Wohnhaus des Anwesens Nr. 118 der Familie Wohner, 1783 errichtet, stehen unter Denkmalschutz.[3]
- Die rumänische-orthodoxe Kirche Sf. Nicolae 1824 errichtet, stehen unter Denkmalschutz.[3]
- Mittelpunkt Rumäniens (⊙) in den Staatsgrenzen Rumäniens.

## Persönlichkeiten
- Gustav Adolf Schullerus (1838–1900), Priester[4]
- Victor Păcală (1874–1955), Historiker[5]